# Alayah Pilgrim
Alayah Pilgrim (Muri, 29 april 2003) is een voetbalspeelster uit Zwitserland. Ze speelt als aanvaller voor AS Roma in de Serie A.

## Clubcarrière
Pilgrim begon met voetballen bij de lokale amateurclub FC Muri. Als jeugdspeelster mocht ze niet voetballen waardoor haar trainer haar ouders overtuigden om te mogen voetballen. Ze speelde in jongensteams doordat de club geen vrouwensectie had. In 2017 begon Pilgrim's profcarrière bij FC Aarau waarmee ze actief was in de Ligue Nationale B op vijftienjarige leeftijd. In 2020 maakte Pilgrim op zeventienjarige leeftijd de overstap naar FC Basel waar ze een tweejarig contract tekende.
Na twee jaar in Basel te hebben gevoetbald, maakte ze de overstap naar competitiegenoot FC Zürich waarvoor ze haar debuut maakte in de Champions League. Ze hielp haar club aan het landskampioenschap in het seizoen 2022/23 door tot scoren te komen in de met 3-0 gewonnen playoff-finale tegen Servette FC op 2 juni 2023.
Op 26 januari 2024 maakte AS Roma bekend Pilgrim aan zich te hebben verbonden. In de Italiaanse hoofdstad ging Pilgrim haar eerste buitenlandse avontuur aan.

## Statistieken
| Seizoen | Club      | Land        | Competitie   | Wedstrijden | Doelpunten |
| ------- | --------- | ----------- | ------------ | ----------- | ---------- |
| 2022/23 | FC Zürich | Zwitserland | Super League | 21          | 8          |
| 2023/24 | FC Zürich | Zwitserland | Super League | 10          | 4          |
| 2023/24 | AS Roma   | Italië      | Serie A      | 10          | 1          |
| 2024/25 | AS Roma   | Italië      | Serie A      | 7           | 1          |
| Totaal  | Totaal    | Totaal      | Totaal       | 48          | 14         |

Laatste update: 6 maart 2025

## Interlandcarrière
Pilgrim werd geboren in Zwitserland als de dochter van een Marokkaanse vader en een Zwitserse moeder. Ze koos voor een interlandcarriere voor Zwitserland. Ze was jeugdinternational van Zwitserland -19, maar werd augustus 2022 voor het eerst opgeroepen voor Marokko. Pilgrim weigerde de oproep omdat ze deze last minute ontving en geen tijd meer had om een keuze te maken tussen Zwitserland en Marokko.. Een paar maanden later werd ze in oktober 2022 eveneens opgeroepen voor het Zwitserse nationale team voor de eerste keer, maar ze maakte haar debuut nog niet.
Vlak voor het WK 2023 in Australië en Nieuw-Zeeland maakte Pilgrim de definitieve keuze om voor Zwitserland uit te komen. Ze maakte haar debuut voor de Zwitserse ploeg door in te vallen in een Nations Leagueduel tegen Italië in september 2023.